# جيمس ميرفي (لاعب كرة قدم)
جيمس ميرفي (بالإنجليزية: James Murphy)‏ هو لاعب كرة قدم أمريكي، ولد في 2 يوليو 1936. لعب مع St. Louis Kutis S.C. ‏. أثناء لعبه مع فريق سانت لويس كوتس، فاز الفريق بكأس الولايات المتحدة المفتوحة في 1957،  وشارك ميرفي مع فريقه في كأس العالم 1958.